# Игнаси Мигел
Игнаси Мигел и Понс (роден на 28 септември 1992 в Барселона, Каталуния) е испански футболист, играе като защитник и се състезава за английския Арсенал.

## Клубна кариера

### Ранна кариера
Роден в Барселона, Мигел започва в известната школа на едноименния клуб – Ла Масиа. След като напуска се премства в отбора н Корнелиа и веднага започва за резервния отбор. Завоюва си повиквателна за националния отбор на Испания до 16 години. Страхтните изяви за Испания до 16 години привличат окото на някои от най-силните клубове на Европа. Манчестър Юнайтед и Валенсия проявяват интерес, но до подписва на Мигел се добира Арсенал.

### Арсенал
Мигел преминава в английския Арсенал след като навършва 16 години. През сезон 2010/11 изиграва 12 мача за резервите, а после става и капитан на резервния отбор на Арсенал. Привикан е в първия отбор за мачовете за ФА Къп срещу Ипсуич и Лийдс, но не влиза в игра в нито една от двете срещи. На 20 февруари 2011 г. прави своя дебют за първия отбор и изиграва пълни 90 минути пи равенството 1-1 срещу Лейтън Ориент в мач от петия кръг за ФА Къп. В ответния мач с Лейтън Ориент Мигел отново е титуляр при победата с 5-0 на Емирейтс Стейдиъм.

#### Сезон 2012/12
На 20 август 2011 г. прави дебюта си в Премиершъп си след като заменя контузения Лоран Косиелни в 16-ата минута на мача срещу Ливърпул, а Арсенал губи мача с 2-0. Второто си участие за първия отбор за сезона прави в третия кръг на Купа на Лигата при победата с 3-1 над Шрусбъри Таун. Играе 90 минути във всичките мачове на Арсенал от турнира за Купата на Лигата преди отбора му да бъде отстранен в петия кръг от Манчестър Сити. На 6 декември 2011 г. прави дебюта си в Шампионска лига срещу Олимпиакос след като заменя Андре Сантош в 51-вата минута при загубата на Арсенал с 3-1. На 9 януари 2012 г. прави дебюта си във ФА Къп, започвайки на левия бек срещу Лийдс, а Арсенал побеждава с 1-0. На 15 януари 2012 г. записва първият си мач като титуляр във Висшата лига срещу Суонзи Сити.

## Национален отбор
Мигел взима участие на Европейското първенство до 19 години през 2011 г. Изиграва пълни 90 минути във всеки мач, а Испания печели трофея.

## Отличия

### Испания до 19 години
- Европейско първенство до 19 години: 2011

## Вънпни препратки
- Профил в официалния сайт на Арсенал
- Профил в Sportal.bg[неработеща препратка]